# Louis Oppie
Louis Oppie (* 17. Mai 2002 in Berlin) ist ein deutscher Fußballspieler, der aktuell beim FC St. Pauli unter Vertrag steht.

## Privates
Louis Oppie ist mit Elena Oppie verheiratet. Das Paar gab seine Hochzeit am 11. Oktober 2024 bekannt.
Anfang Februar 2025 wurde eine gemeinsame Tochter geboren.

## Werdegang
Der Innenverteidiger Louis Oppie begann seine Karriere beim SV Tasmania Berlin und wechselte im Jahre 2009 in die Nachwuchsabteilung von Hertha BSC. Dort spielte er sechs Jahre lang, bevor er über die Zwischenstation Hertha Zehlendorf in der Saison 2017/18 in den Nachwuchs von Hannover 96 wechselte. Für die Niedersachsen spielte Louis Oppie 23 Mal in der B-Junioren-Bundesliga und erzielte dabei ein Tor. In der A-Junioren-Bundesliga kam er auf 17 Einsätze, wo er vier Tore erzielte. Zur Saison 2021/22 rückte Oppie in die zweite Herrenmannschaft von Hannover 96 auf, die in der viertklassigen Regionalliga Nord spielte. Dort wurde Louis Oppie zum Stammspieler und belegte in der folgenden Saison 2022/23 mit seinem Team den dritten Platz.
Zur Saison 2023/24 wechselte Oppie zu Arminia Bielefeld in die 3. Liga. Sein Profidebüt absolvierte er am 5. August 2023 bei der 1:3-Niederlage bei Dynamo Dresden, als Oppie in der 78. Spielminute für Can Özkan eingewechselt wurde. Mit der Arminia gewann er den Westfalenpokal 2023/24 durch einen 3:1-Sieg über den SC Verl, bei dem ihm zwei Tore gelangen.
In der DFB-Pokal-Saison 2024/25 erreichte er mit Bielefeld das Finale, welches der VfB Stuttgart allerdings mit 4:2 für sich entscheiden konnte.
Im Juli 2025 wechselte Oppie von Arminia Bielefeld zum FC St. Pauli in die Fußball-Bundesliga.

## Erfolge
- - Westfalenpokalsieger: 2024, 2025
  - Vizepokalsieger 2025
  - Meister der 3. Liga